# Cross of Sacrifice

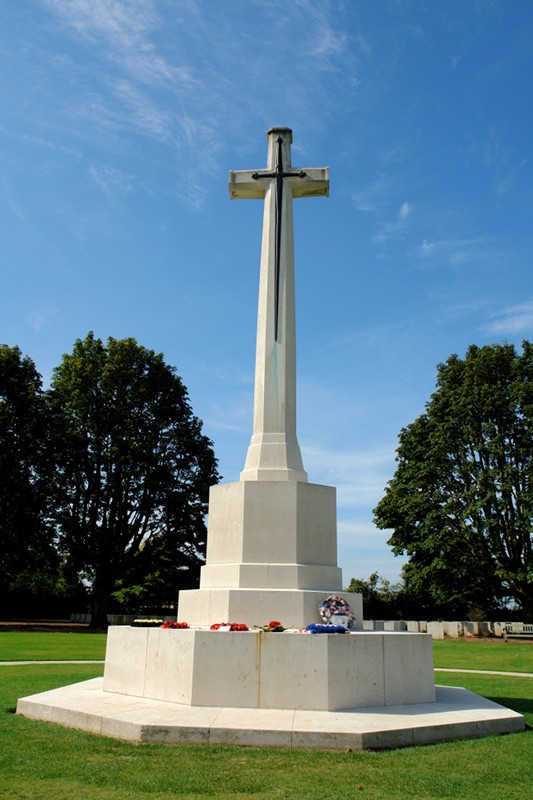
Cross of Sacrifice op het Bayeux War Cemetery

Het Cross of Sacrifice is een herdenkingskruis dat terug te vinden is op honderden militaire begraafplaatsen van de Commonwealth War Graves Commission (CWGC). Het kruis werd ontworpen door Sir Reginald Blomfield en is meestal terug te vinden op begraafplaatsen met 40 graven of meer. Het is gewoonlijk een vrijstaand wit Latijns kruis, meestal van Portlandsteen, op een achthoekige basis. De grootte van het kruis varieert van 4 tot 9 meter en op de voorkant van het kruis is meestal een bronzen zwaard bevestigd. Op grote begraafplaatsen bevindt zich meestal ook een Stone of Remembrance.

## België
In België is op ruim 200 begraafplaatsen een Cross of Sacrifice te vinden.

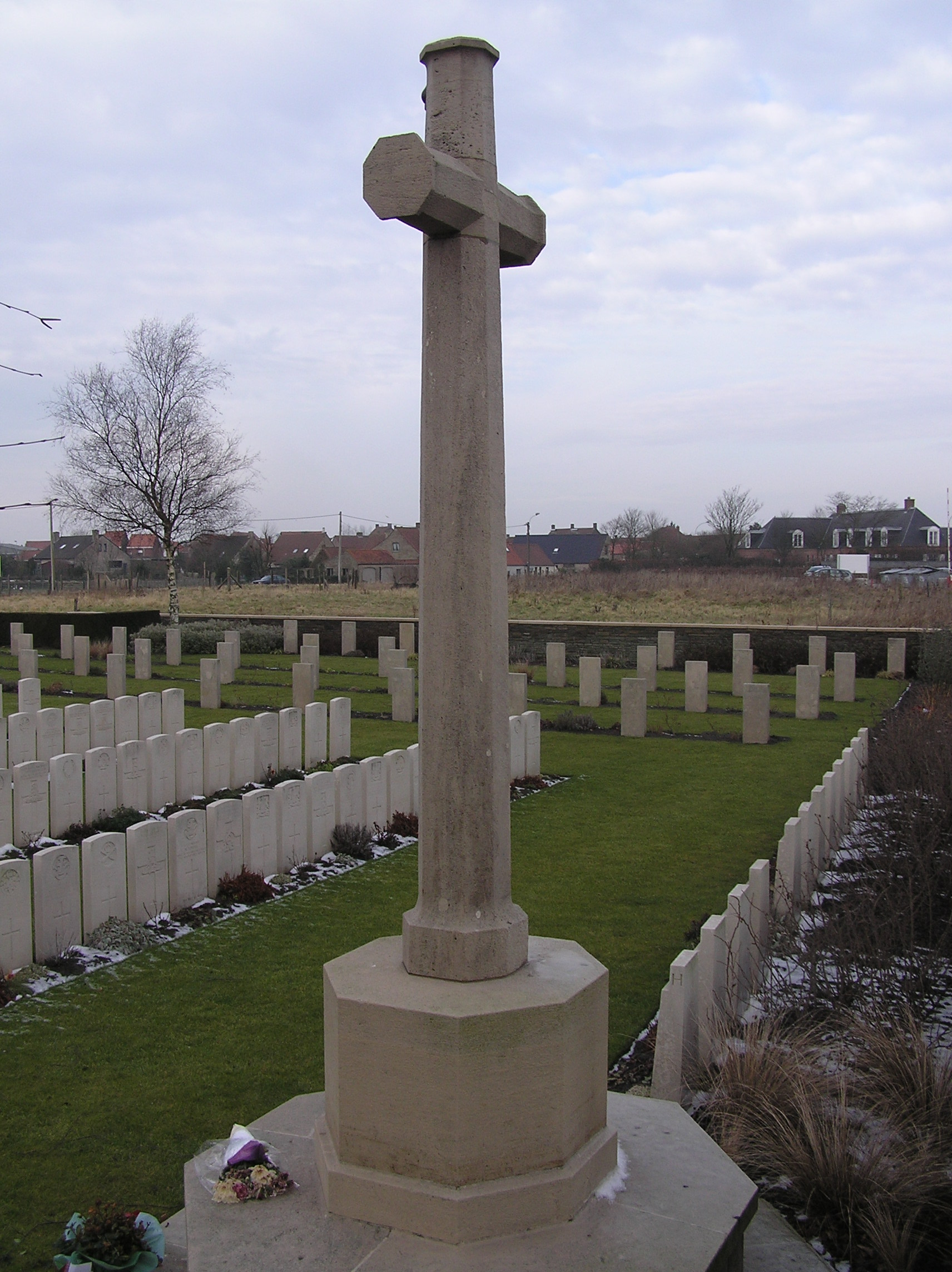
Adinkerke Military Cemetery
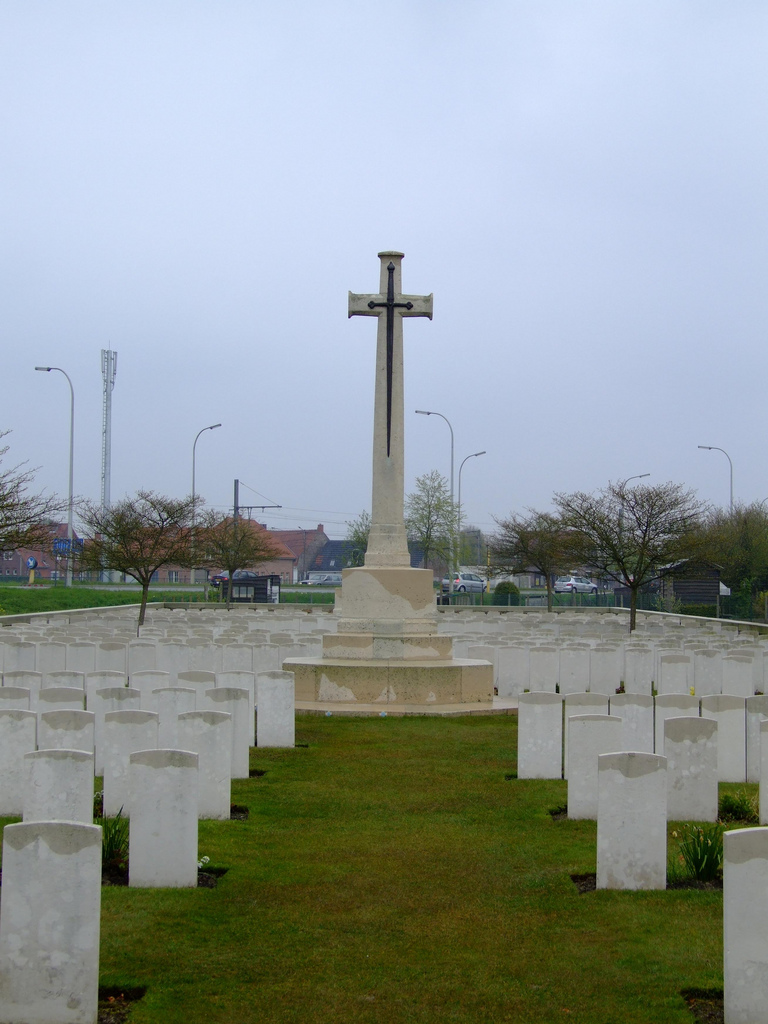
Brandhoek New Military Cemetery
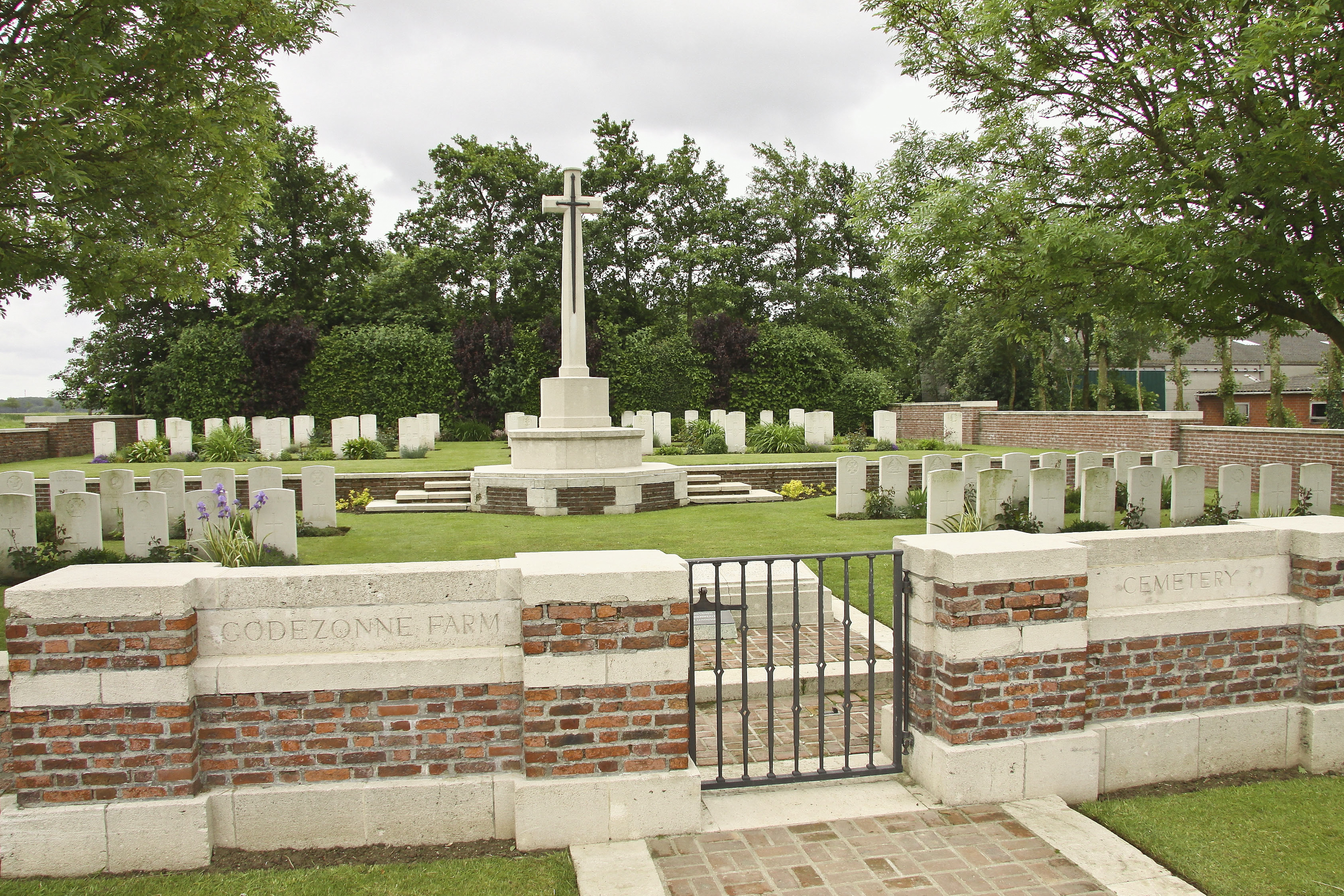
Godezonne Farm Cemetery
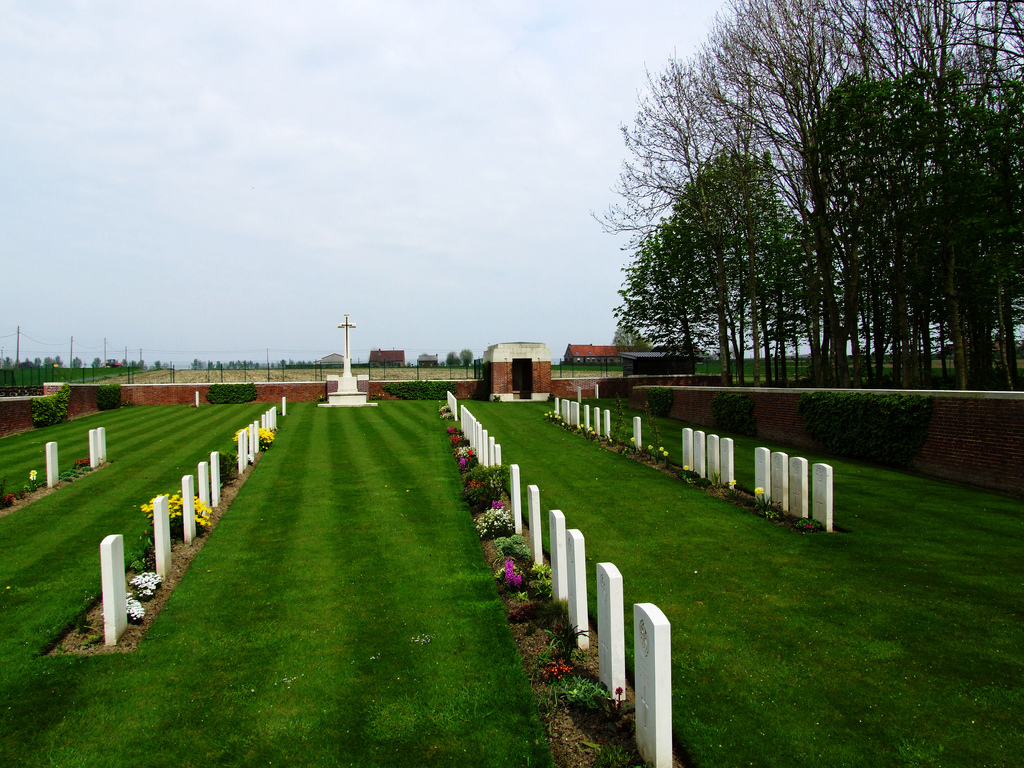
Blauwepoort Farm Cemetery
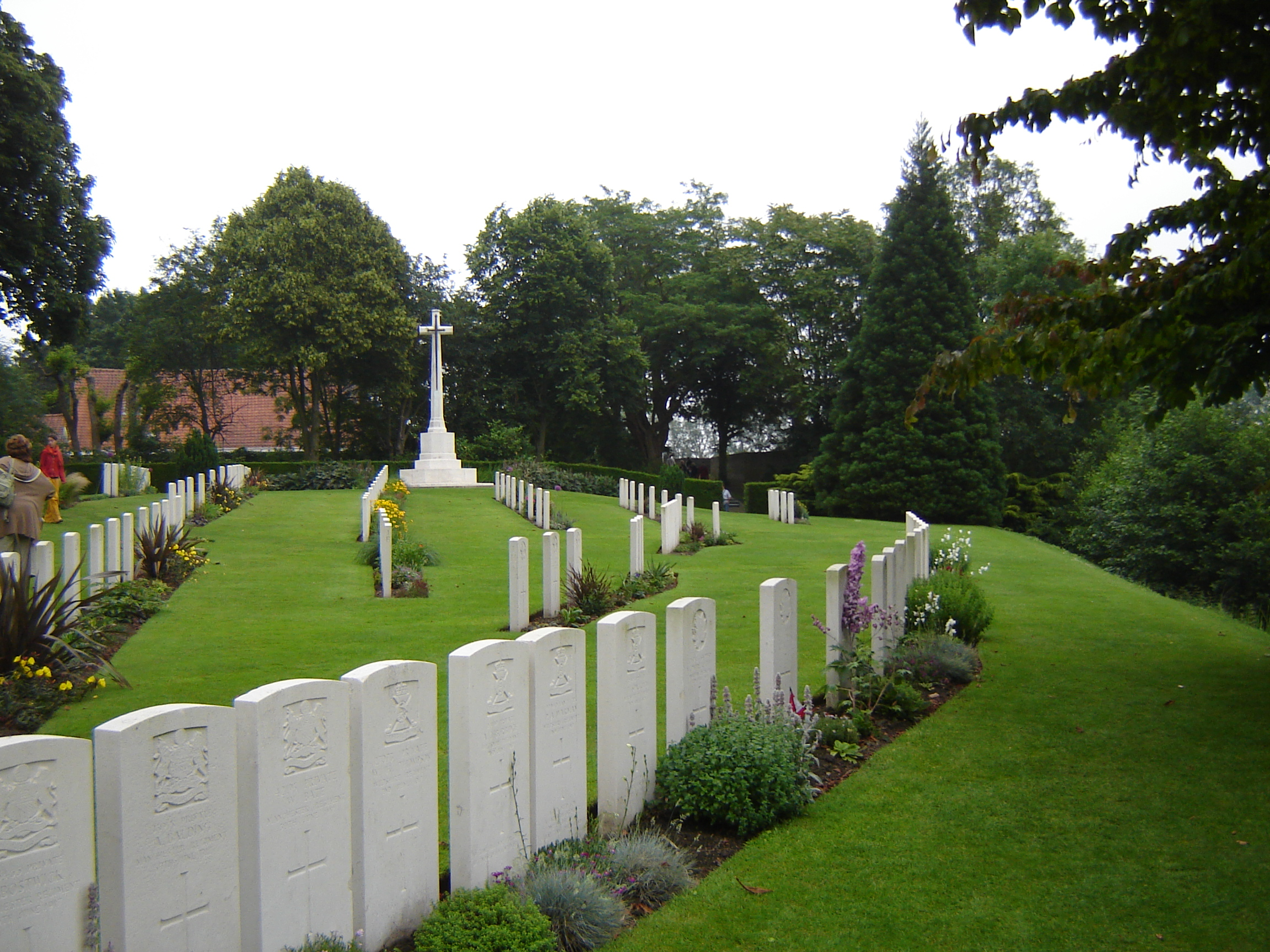
Ramparts Cemetery, Lille Gate
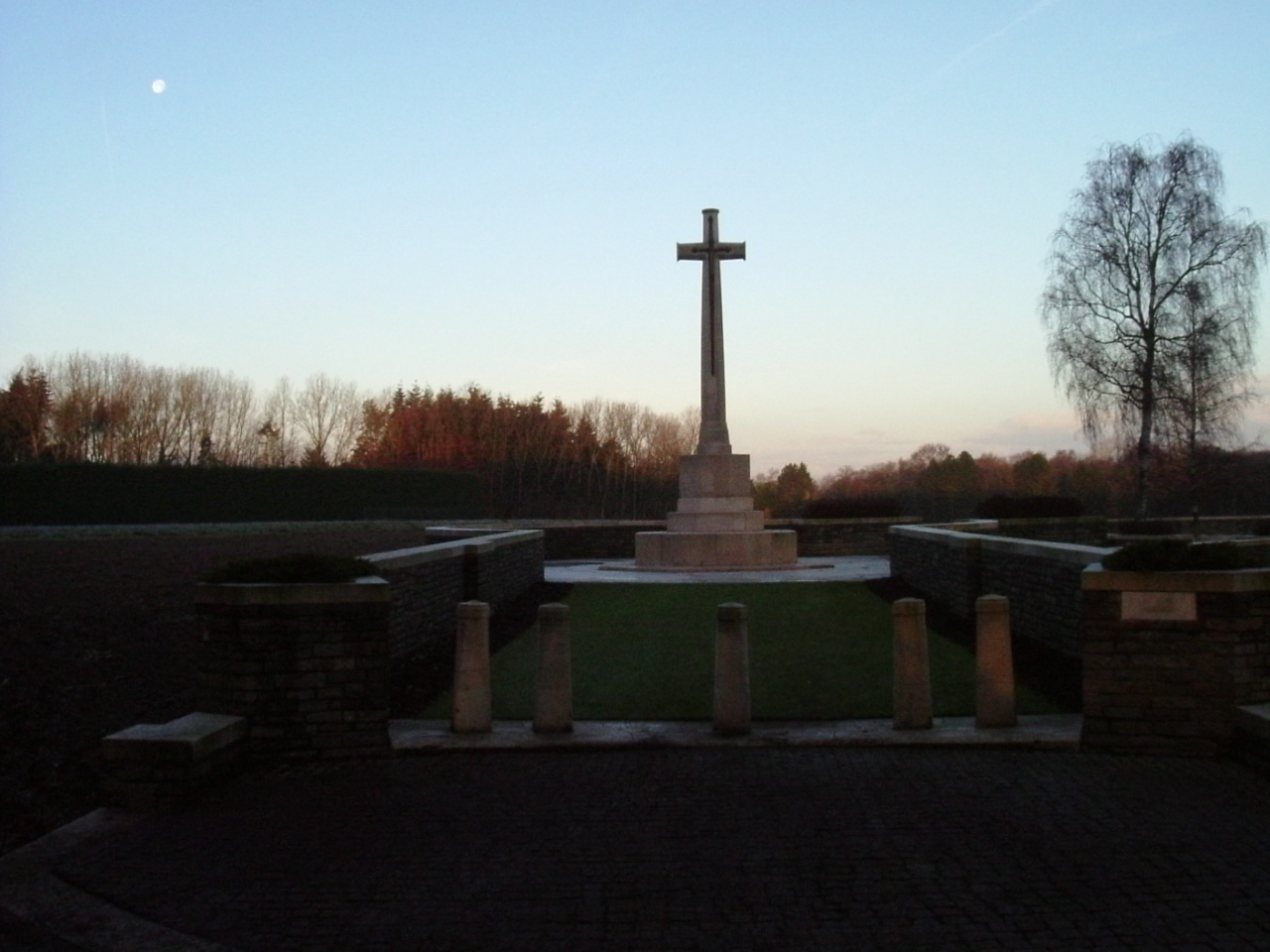
Polygon Wood Cemetery

## Nederland
In Nederland zijn ze op veertig plaatsen te vinden:
- Friesland: Harlingen, Lemmer, Nes, Schiermonnikoog, Vlieland en West-Terschelling
- Overijssel: Enschede, Holten
- Gelderland: Apeldoorn, Arnhem-Oosterbeek, Groesbeek, Harderwijk, Nijmegen, Winterswijk
- Utrecht: Amersfoort
- Noord-Holland: Amsterdam, Bergen, Den Burg
- Zuid-Holland: Den Haag (Westduin en Kerkhoflaan), 's-Gravezande, Hoek van Holland, Noordwijk en Rotterdam
- Zeeland: Vlissingen
- Noord-Brabant: Bergen-op-Zoom (Britse en Canadese begraafplaatsen), Eindhoven, Mierlo, Overloon, Sterksel, Tilburg, Uden en Valkenswaard
- Limburg: Brunssum, Milsbeek, Mook, Nederweert, Sittard, Venray

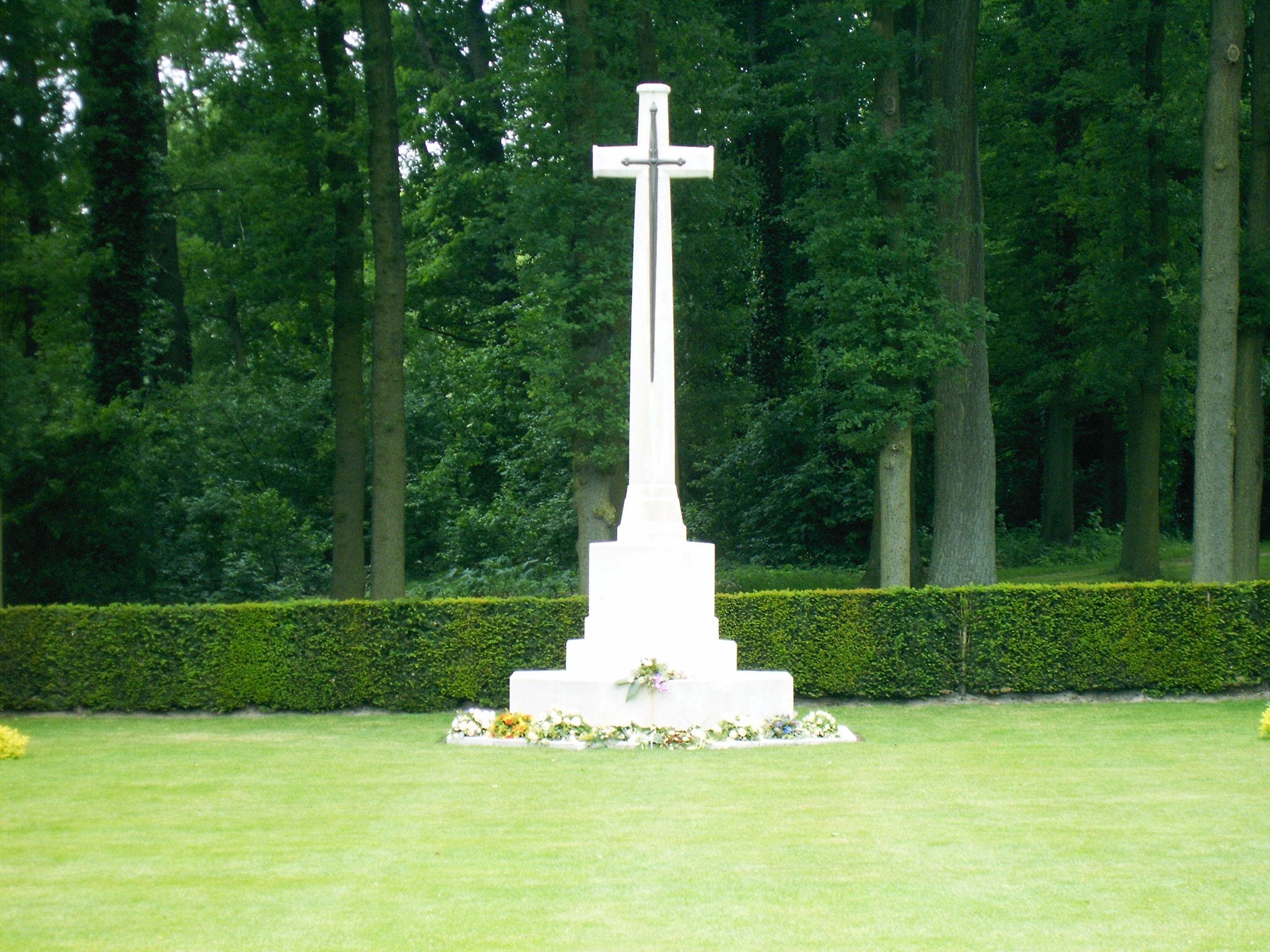
Airborne, Arnhem
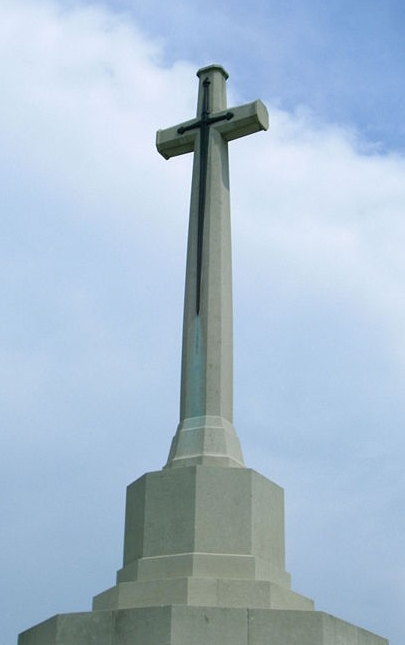
Groesbeek Canadian War Cemetery
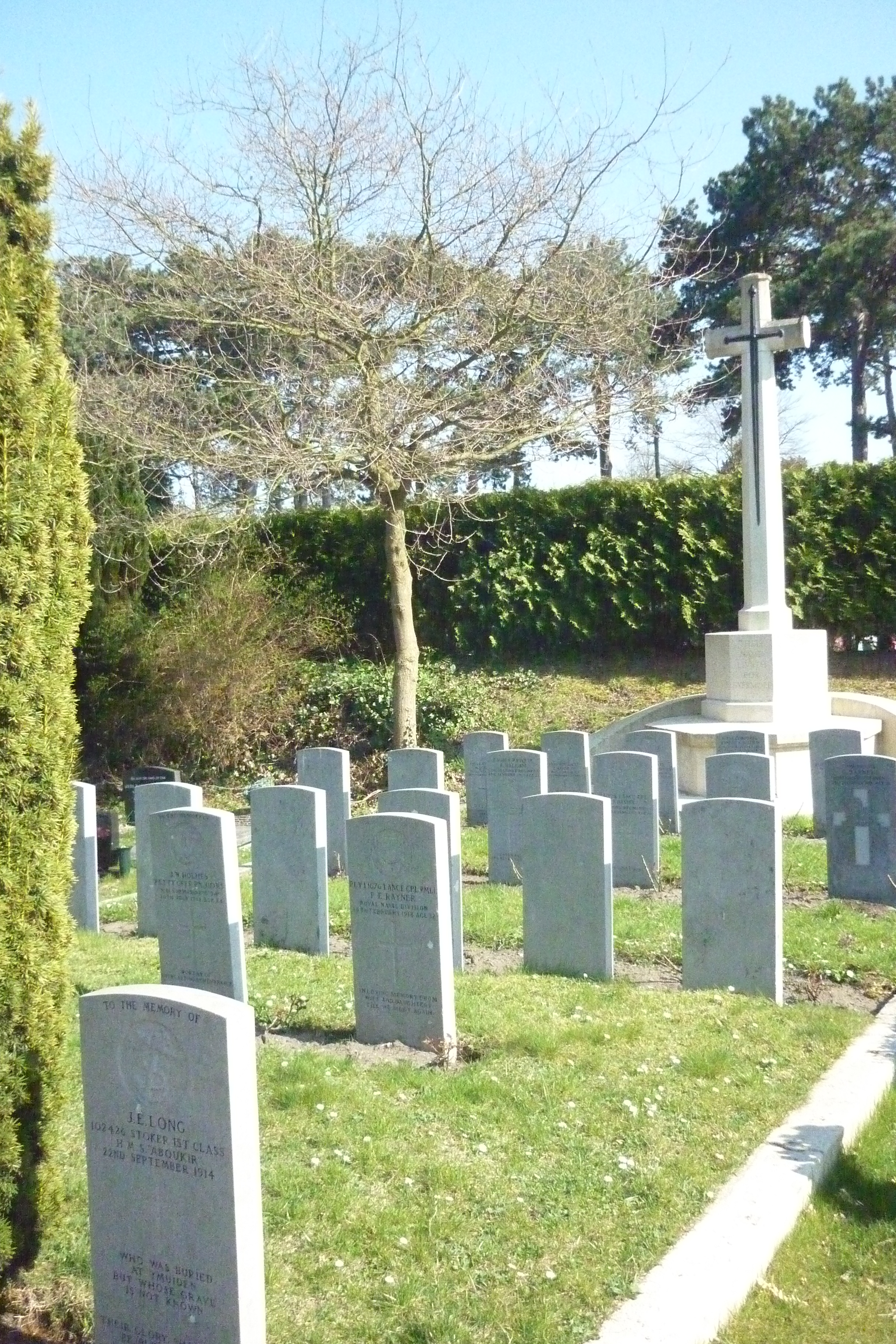
Kerkhoflaan, Den Haag
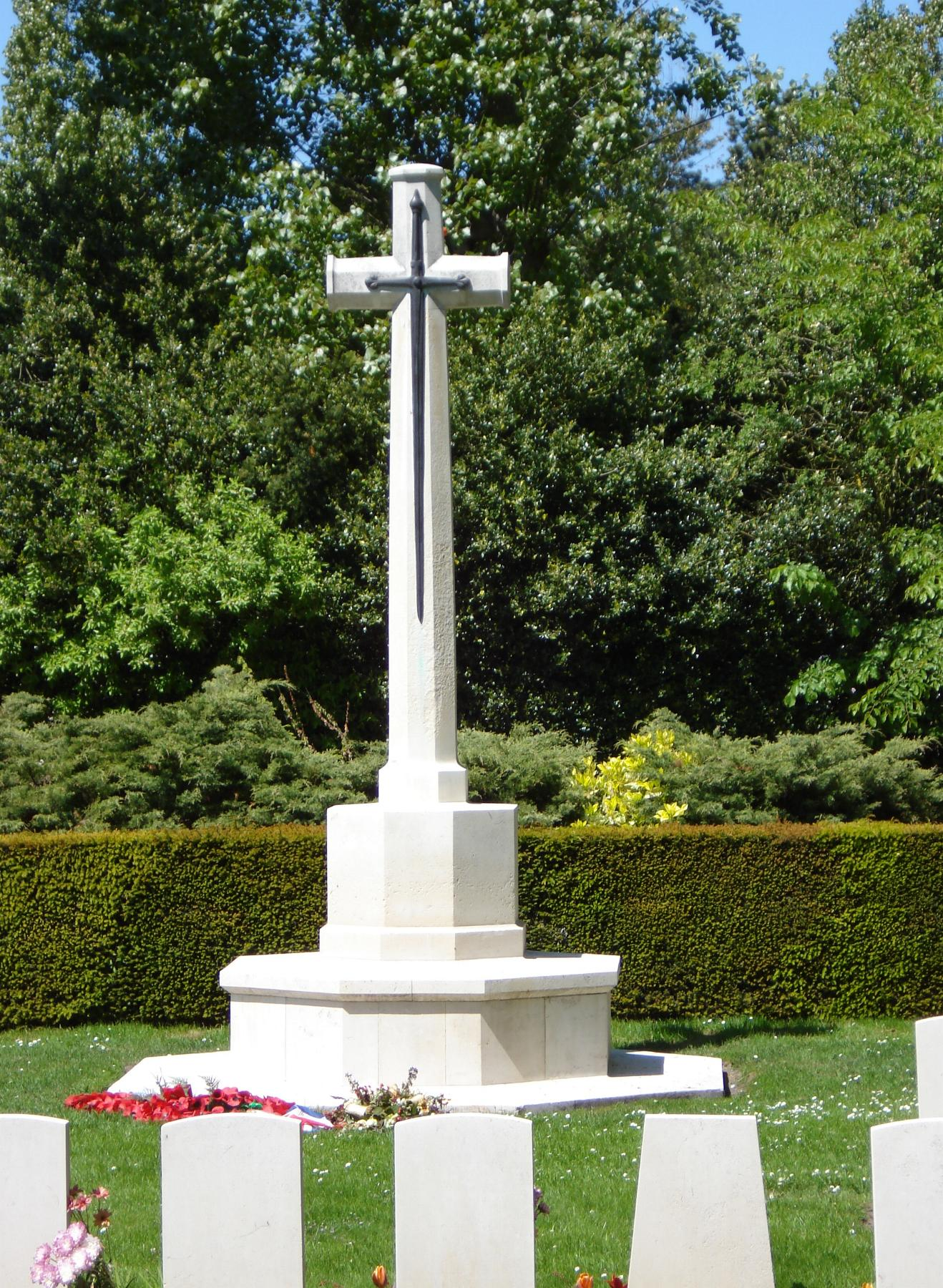
Westduin, Den Haag
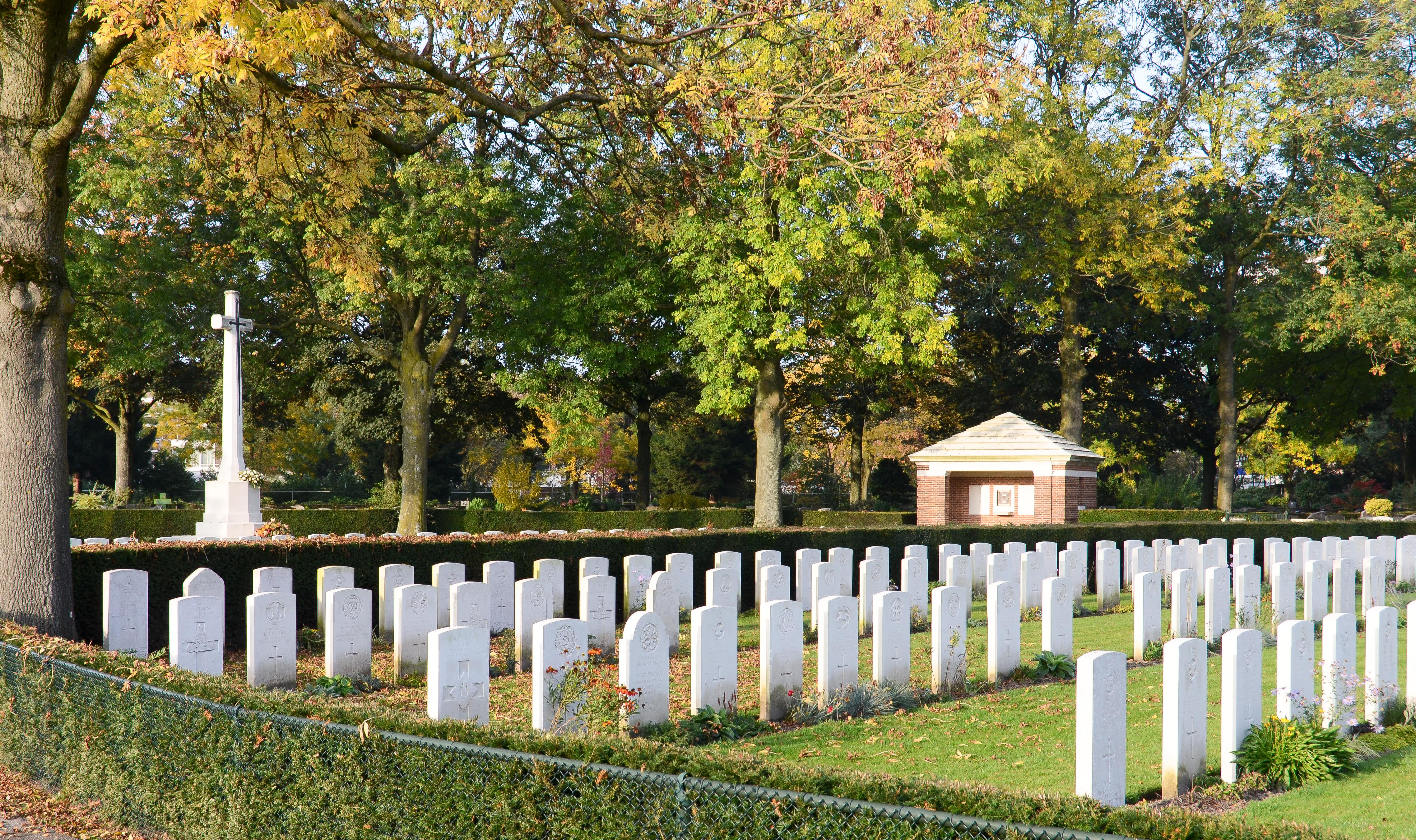
De Oude Toren, Woensel
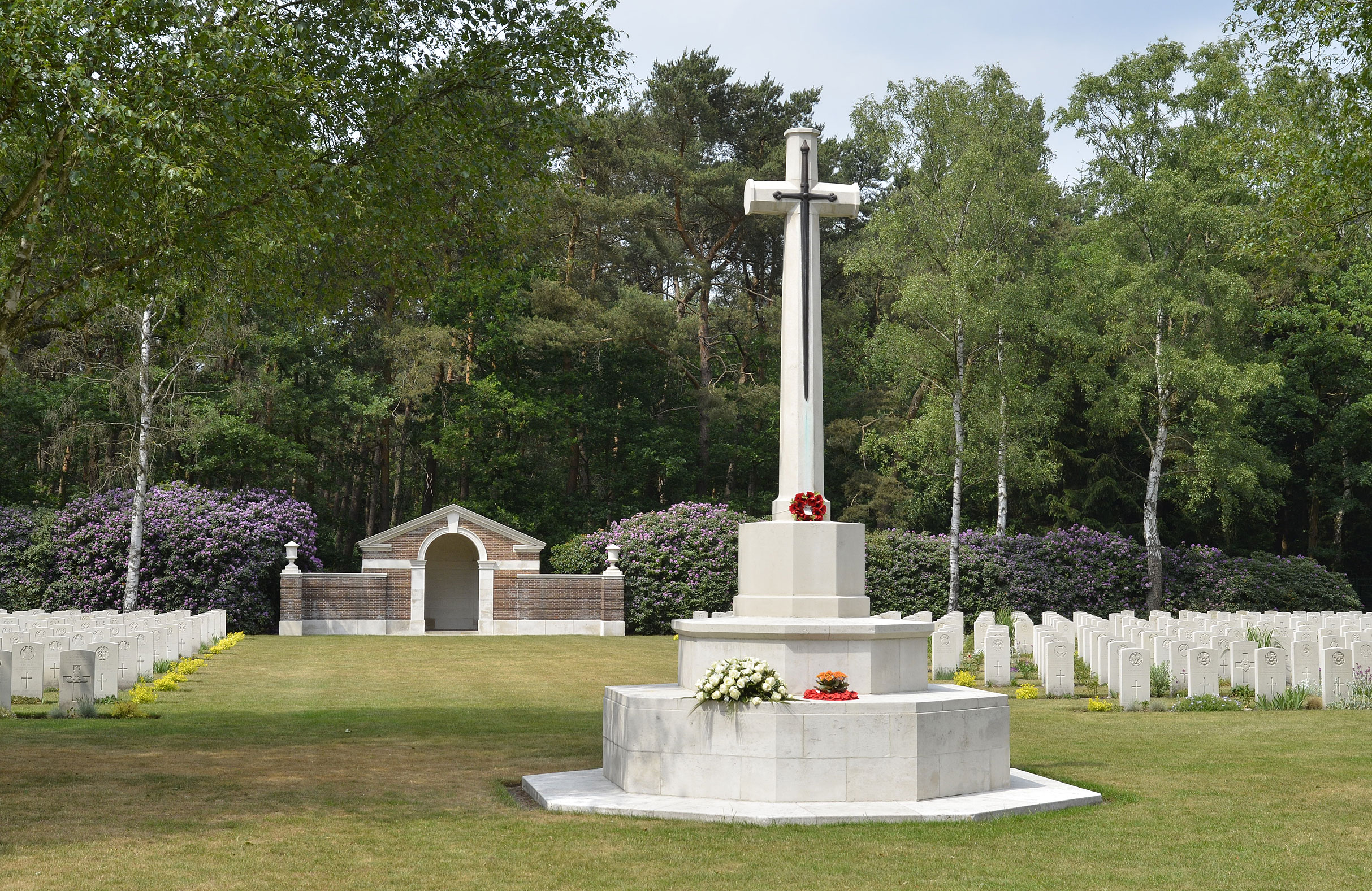
Mierlo